# Eds församling, Stockholms stift
Eds församling är en församling i Sollentuna kontrakt i Stockholms stift. Församlingen ligger i Upplands Väsby kommun i Stockholms län. Församlingen utgör ett eget pastorat.

## Administrativ historik
Församlingen har medeltida ursprung.
Församlingen utgjorde tidigt ett eget pastorat för att därefter till 1962 vara i ett gemensamt pastorat med Sollentuna församling, före 1 maj 1917 som moderförsamling därefter som annexförsamling. Från 1962 utgör församlingen ett eget pastorat.

## Befolkningsutveckling
| Befolkningsutvecklingen i Eds församling 1805–2015 | Befolkningsutvecklingen i Eds församling 1805–2015 | Befolkningsutvecklingen i Eds församling 1805–2015 | Befolkningsutvecklingen i Eds församling 1805–2015 | Befolkningsutvecklingen i Eds församling 1805–2015 |
| --- | -------------------------------------------------- | -------------------------------------------------- | -------------------------------------------------- | -------------------------------------------------- |
| |                                                    |                                                    |                                                    |                                                    |
| År |                                                    |                                                    | Folkmängd                                          |                                                    |
| 1805 | 1805                                               |                                                    | 576                                                |                                                    |
| 1810 | 1810                                               |                                                    | 514                                                |                                                    |
| 1820 | 1820                                               |                                                    | 560                                                |                                                    |
| 1830 | 1830                                               |                                                    | 595                                                |                                                    |
| 1840 | 1840                                               |                                                    | 660                                                |                                                    |
| 1850 | 1850                                               |                                                    | 651                                                |                                                    |
| 1860 | 1860                                               |                                                    | 678                                                |                                                    |
| 1870 | 1870                                               |                                                    | 770                                                |                                                    |
| 1880 | 1880                                               |                                                    | 952                                                |                                                    |
| 1890 | 1890                                               |                                                    | 852                                                |                                                    |
| 1900 | 1900                                               |                                                    | 837                                                |                                                    |
| 1910 | 1910                                               |                                                    | 842                                                |                                                    |
| 1920 | 1920                                               |                                                    | 1 009                                              |                                                    |
| 1930 | 1930                                               |                                                    | 1 314                                              |                                                    |
| 1935 | 1935                                               |                                                    | 1 451                                              |                                                    |
| 1940 | 1940                                               |                                                    | 1 494                                              |                                                    |
| 1945 | 1945                                               |                                                    | 1 525                                              |                                                    |
| 1950 | 1950                                               |                                                    | 1 670                                              |                                                    |
| 1955 | 1955                                               |                                                    | 1 764                                              |                                                    |
| 1960 | 1960                                               |                                                    | 2 128                                              |                                                    |
| 1965 | 1965                                               |                                                    | 4 564                                              |                                                    |
| 1970 | 1970                                               |                                                    | 4 525                                              |                                                    |
| 1975 | 1975                                               |                                                    | 3 733                                              |                                                    |
| 1980 | 1980                                               |                                                    | 3 597                                              |                                                    |
| 1985 | 1985                                               |                                                    | 5 989                                              |                                                    |
| 1990 | 1990                                               |                                                    | 5 964                                              |                                                    |
| 1995 | 1995                                               |                                                    | 6 177                                              |                                                    |
| 2000 | 2000                                               |                                                    | 6 478                                              |                                                    |
| 2005 | 2005                                               |                                                    | 6 277                                              |                                                    |
| 2010 | 2010                                               |                                                    | 6 358                                              |                                                    |
| 2015 | 2015                                               |                                                    | 6 776                                              |                                                    |
| Anm: För åren 1805-1945: befolkning enligt folkräkning 31 december enligt den administrativa indelningen den 1 januari följande år. 1950 avser befolkning enligt folkräkning den 31 december enligt den administrativa indelningen den 1 januari 1952. 1960-1970 avser befolkning enligt folkräkning den 1 november enligt den administrativa indelningen den 1 januari följande år. För åren 1955 samt 1975-2015: befolkning 31 december enligt den administrativa indelningen den 1 januari följande år. Sedan 1 januari 2016 sker inte folkbokföring per församling och därmed kan det hända att vissa personer inte ingår i församlingens folkmängd då de är skrivna på den fiktiva fastigheten På kommunen skriven som inte delas upp på församlingsnivå då de inte kunnat folkbokföras på en särskild befintlig fastighet. Den totala befolkningen i Svenska kyrkans församlingar är därför något lägre än den totala befolkningen i riket. |                                                    |                                                    |                                                    |                                                    |

## Kyrkoherdar
| Ämbetstid | Namn                    | Levnadstid | Övrigt                                  |
| --------- | ----------------------- | ---------- | --------------------------------------- |
| 1310      | Nicolaus                |            |                                         |
| 1421      | Jacobus Laurentii       |            |                                         |
| 1444      | Andreas                 |            |                                         |
| 1460      | Catilbernus             |            |                                         |
| -1530     | Ericus                  | -1530      |                                         |
| 1541      | Laurentius              |            |                                         |
| 1556      | Nicolaus                |            |                                         |
| 1593      | Jacobus Johannis        | -1693      |                                         |
| 1606-1621 | Johan Oestonis Turdinus |            | Senare kyrkoherde i Frötuna församling. |
| 1621-1624 | Nicolaus Magni          | -1624      |                                         |
| 1624-1653 | Iwarus Olai             | -1653      |                                         |
| 1654-     | Olof Edhelius           |            |                                         |
| 1659-1688 | Iwar Edhelius           | -1688      | Kontraktsprost.                         |
| 1690-1703 | Gabriel Nicolai Thegner | -1703      |                                         |
| 1705-1743 | Olof Törnbom            | 1669-1743  | Kontraktsprost.                         |
| 1745-1762 | Anders Engellau         | -1762      |                                         |
| 1763-1777 | Nils Rosling            | 1721-1777  |                                         |
| 1777-1811 | Martin Altén            | 1729-1811  | Kontraktsprost.                         |
| 1812-1835 | Lars Peter Spiering     | 1772-1835  |                                         |
| 1837-     | Carl Eric Karlstén      | 1786-      |                                         |

## Kyrkor
- Eds kyrka